# شهباز سیاه

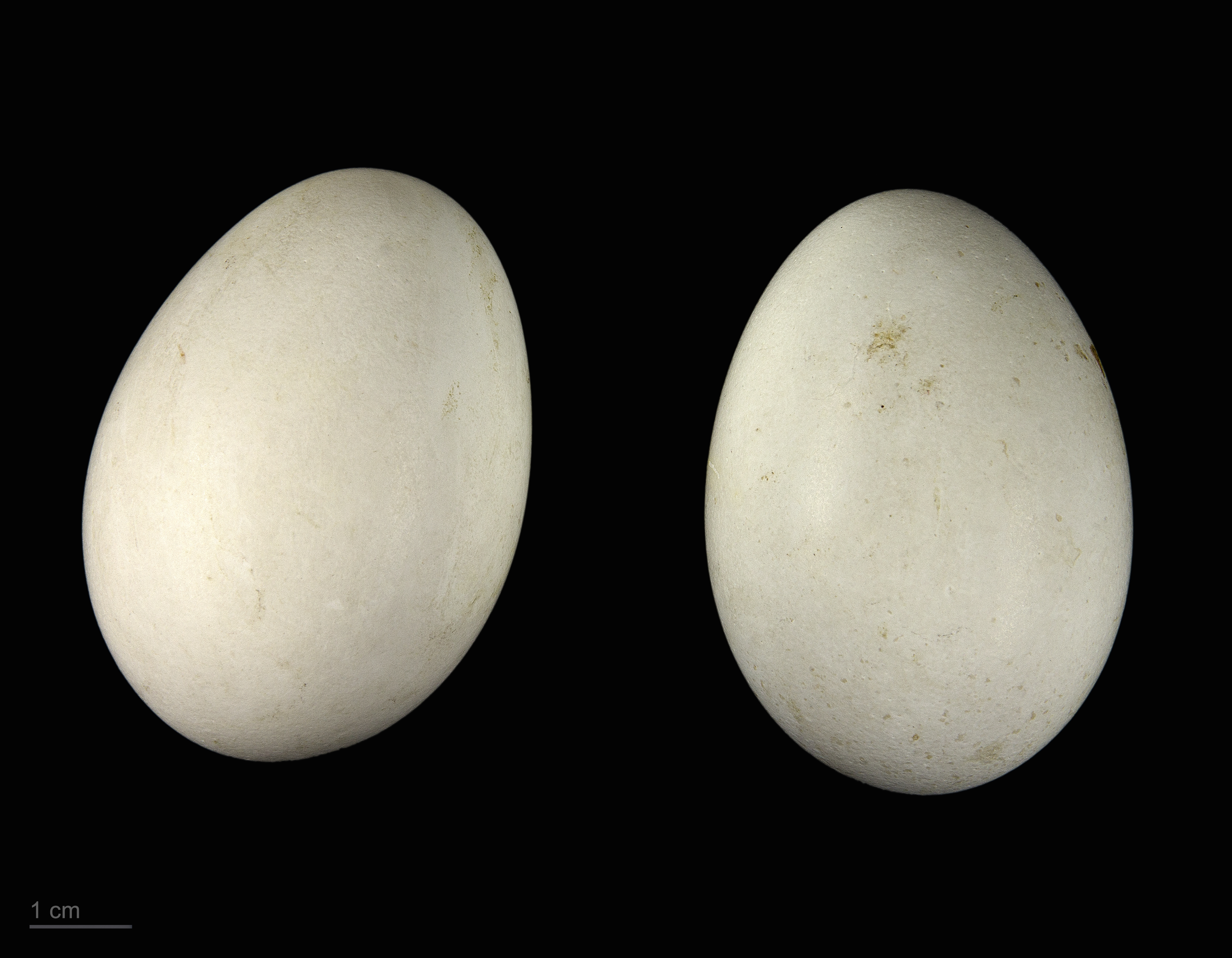
Accipiter melanoleucus

شهباز سیاه (نام علمی: Accipiter melanoleucus) (Black goshawk) یا بازگنجشک سیاه (Black sparrowhawk)، نام یک گونه از سرده بازها است.
این گونه با داشتن طول کل بدن ۵۰ سانتی‌متر و گستردگی بال‌های حدود ۱ متر از گروه بازهای بزرگ‌جثه یعنی «شهبازها» (Goshawks) به‌شمار می‌رود، همان‌طور که یکی از نام‌های انگلیسی رایج این گونه نیز هست.